# Gaius Antistius Vetus (Konsul 30 v. Chr.)
Gaius Antistius Vetus war ein römischer Politiker während des Endes der Republik und der beginnenden Kaiserzeit.
Der Sohn des caesarianischen Offiziers Gaius Antistius Vetus wurde 61 v. Chr. wohl auf Empfehlung seines Vaters hin Quästor unter Caesar. 56 v. Chr. bekleidete er das Amt eines Volkstribuns. In diesem Amt ergriff er im Streit zwischen Clodius und Cicero Partei für letzteren. 45 v. Chr. wurde er von Caesar als Quästor nach Syrien geschickt und war dort bis 43 v. Chr. tätig, bis er von den Parthern vertrieben wurde. Nach der Ermordung Caesars schloss er sich zunächst Brutus an, wechselte aber später die Fronten und schloss sich Octavian an. Wohl im Rang eines Legaten kämpfte er 35/34 v. Chr. in Octavians Auftrag zwei Jahre lang gegen die Salasser im Nordwesten Italiens. 30 v. Chr. wurde er Suffektkonsul. Als konsularer Legat kämpfte er 25 v. Chr. in der Provinz Hispania citerior gegen die Kantabrer an der nördlichen Mittelmeerküste Spaniens. Möglicherweise wurde er 29 v. Chr. zum Patrizier erhoben. Sein Sohn war der Konsul des Jahres 6 v. Chr., Gaius Antistius Vetus.